# 科学衛星
科学衛星（かがくえいせい）とは、日本の宇宙科学・宇宙工学・宇宙開発の「お家事情」のせいによる宇宙機の分類のひとつであり、例えば科学的には「衛星」ではない宇宙機、すなわちその軌道から人工惑星に科学的には分類されるような惑星探査機なども、この記事の記事名における「科学衛星」には含まれる。おおむね、対象に接近する観測（探査）を行う探査機か、そうではない宇宙望遠鏡に大別できる。

## 概要
たとえば、上層大気の密度、温度、イオン化を測定する装置や、宇宙線、微小隕石の数・大きさ・地磁気の強さと方向などを測定する装置が搭載されている。また、衛星に搭載された天文学装置は、大気によって放射が吸収されてしまうため地上では不可能な観測をするのにつかわれている。1960年代末から70年代にかけて、多くのX線源が衛星搭載のX線検出器と望遠鏡によって発見された（X線天文学）。天体が放出する紫外線の観測と、ガンマ線の検出も可能になった。1983年にアメリカがうちあげた赤外線天文観測衛星IRASによって、銀河の中心部がはじめてくわしく観測された（赤外線天文学）。現在では、チャンドラやハッブル宇宙望遠鏡などが大きな成果をあげている。

## 科学衛星の分類
いくつかの例を挙げる。

### 宇宙望遠鏡
- X線天文衛星
- 赤外線天文衛星
- 電波天文衛星
- 太陽観測衛星

### 惑星探査機
（および衛星（月）探査機）
- 月探査機
- 金星探査機
- 火星探査機
- 小惑星探査機
- 木星探査機
- 土星探査機
- 天王星探査機

## 科学衛星一覧
日本の「お家事情」とは、一言でまとめると、宇宙航空研究開発機構（JAXA）への「三組織統合」以前の、宇宙科学研究所の宇宙機のうち、専ら工学的な技術確立などを目的としたものなど（例えば初の人工衛星「おおすみ」など）ではなく、専ら宇宙科学における成果を期待し目的としているものを「科学目的である」として、「科学衛星」という分類とした、ということである。
| 通番           | 愛称       | 開発名    | 用途             |
| -------------- | ---------- | --------- | ---------------- |
| 第1号科学衛星  | しんせい   | MS-F2     | 電離層観測       |
| 第2号科学衛星  | でんぱ     | REXS      | プラズマ観測     |
| 第3号科学衛星  | たいよう   | SRATS     | 熱圏観測         |
| 第4号科学衛星  | はくちょう | CORSA-b   | X線天文衛星      |
| 第5号科学衛星  | きょっこう | EXOS-A    | 磁気圏観測衛星   |
| 第6号科学衛星  | じきけん   | EXOS-B    | 磁気圏観測衛星   |
| 第7号科学衛星  | ひのとり   | ASTRO-A   | 太陽観測衛星     |
| 第8号科学衛星  | てんま     | ASTRO-B   | X線天文衛星      |
| 第9号科学衛星  | おおぞら   | EXOS-C    | 磁気圏観測衛星   |
| 第10号科学衛星 | すいせい   | PLANET-A  | ハレー彗星探査機 |
| 第11号科学衛星 | あけぼの   | EXOS-D    | 磁気圏観測衛星   |
| 第12号科学衛星 | ぎんが     | ASTRO-C   | X線天文衛星      |
| 第13号科学衛星 | ひてん     | MUSES-A   | 工学実験衛星     |
| 第14号科学衛星 | ようこう   | SOLAR-A   | 太陽観測衛星     |
| 第15号科学衛星 | あすか     | ASTRO-D   | X線観測衛星      |
| 第16号科学衛星 | はるか     | MUSES-B   | 電波天文衛星     |
| 第17号科学衛星 |            | LUNAR-A   | 月探査機         |
| 第18号科学衛星 | のぞみ     | PLANET-B  | 火星探査機       |
| 第19号科学衛星 |            | ASTRO-E   | X線天文衛星      |
| 第20号科学衛星 | はやぶさ   | MUSES-C   | 工学実験衛星     |
| 第21号科学衛星 | あかり     | ASTRO-F   | 赤外線天文衛星   |
| 第22号科学衛星 | ひので     | SOLAR-B   | 太陽観測衛星     |
| 第23号科学衛星 | すざく     | ASTRO-EII | X線天文衛星      |
| 第24号科学衛星 | あかつき   | PLANET-C  | 金星探査機       |
| 第25号科学衛星 |            | ASTRO-G   | 電波天文衛星     |
| 第26号科学衛星 | ひとみ     | ASTRO-H   | X線天文衛星      |

戦略的中型計画
- XRISM - X線天文衛星
- MMX - 火星衛星サンプルリターン
- LiteBIRD - 宇宙背景放射観測

公募型小型計画(旧小型科学衛星)
- れいめい(INDEX) - 新規工学技術実証・オーロラ観測
- ひさき(SPRINT-A) - 惑星宇宙望遠鏡
- あらせ(ERG、旧SPRINT-B) - ジオスペース探査衛星
- SLIM - 月着陸実証機
- DESTINY+ - 深宇宙探査技術実証
- JASMINE - 赤外線天文衛星
- Solar-C_EUVST - 太陽観測衛星

他の機関との共同開発を行った科学衛星
- 磁気圏観測衛星 GEOTAIL - NASA
- 宇宙実験・観測衛星 SFU - NASDA, USEF, NEDO
- 月周回衛星 かぐや(SELENE) - NASDA
- 水星探査機 ベピ・コロンボ(みお) - ESA
- 木星探査機 JUICE - ESA
- 小惑星探査機 Hera - ESA
- ナンシー・グレース・ローマン宇宙望遠鏡 - NASA
- タイタン探査機 ドラゴンフライ - NASA
- 彗星探査機 コメット・インターセプター - ESA

## 海外の科学衛星一覧
（参考。冒頭で述べているように、本質的にこの分類は日本の国内的な事情による分類でしかない）

### アメリカの科学衛星一覧

#### 宇宙望遠鏡
- ガンマ線観測
  - コンプトンガンマ線観測衛星
  - スウィフト
  - GLAST
- X線観測
  - ウフル
  - チャンドラ (人工衛星)
- 可視光・紫外線観測
  - ハッブル宇宙望遠鏡
- 宇宙背景放射観測
  - COBE
  - WMAP
- 赤外線観測
  - IRAS
  - スピッツァー宇宙望遠鏡
  - ジェイムズ・ウェッブ宇宙望遠鏡
- 太陽観測
  - SOHO (探査機)

#### 惑星探査機(JPL)
- 2001マーズ・オデッセイ
- バイキング計画
- フェニックス (探査機)
- マーズ・エクスプロレーション・ローバー
- マーズ・クライメイト・オービター
- マーズ・グローバル・サーベイヤー
- マーズ・サイエンス・ラボラトリー
- マーズ・サーベイヤー'98
- マーズ・スカウト
- マーズ・パスファインダー
- マーズ・ポーラー・ランダー
- マーズ・リコネッサンス・オービター
- マリナー計画
- マリナー8号
- マゼラン (探査機)

### ヨーロッパの科学衛星一覧

#### 宇宙望遠鏡
- ヒッパルコス (人工衛星)
- 赤外線宇宙天文台
- COROT
- ハーシェル宇宙望遠鏡
- プランク (人工衛星)

#### 惑星探査機
- マーズ・エクスプレス
- ビーナス・エクスプレス

### ソビエト連邦(現ロシア)の科学衛星一覧
- フォボス計画

## 注
1. ↑  そもそも、科学目的・商業目的・軍事（偵察）目的、といったように宇宙機の目的はスッパリと切り分けられるものではない。ハッブル宇宙望遠鏡の顕著な科学的成果は有名だが、その機体についての「偵察衛星を地球ではなくその反対側に向けたもの」という表現は比喩などではなく、実際にKH-11形偵察衛星（en:KH-11 Kennen）がベースとなっている（偵察衛星の詳細は秘密だが、公開情報や推測とほぼ一致している）。あるいは偵察衛星と全く同様な衛星でも、民間企業によって撮影データを商業的に利用する目的で運用されているものは、商業衛星の一種と言える。